# Xiphorhynchus guttatoides
Xiphorhynchus guttatoides, "Lafresnayes trädklättrare", är en fågelart i familjen ugnfåglar inom ordningen tättingar. Den betraktas oftast som underart till beigestrupig trädklättrare (Xiphorhynchus guttatus) men urskiljs sedan 2016 som egen art av Birdlife International, IUCN och Handbook of Birds of the World. Den kategoriseras av IUCN som livskraftig.
Fågeln delas in i fyra underarter med följande utbredning:
- X. g. guttatoides – västra Amazonområdet både norr och söder om Amazonfloden, från sydöstra Colombia (Meta och Guainía och söderut), södra Venezuela (västra och södra Amazonas) och östra Ecuador söderut till östra och sydöstra Peru samt nordvästra Brasilien (österut till Río Negro och Madeiraffloden, söderut till Mato Grosso)
- X. g. dorbignyanus – centrala Sydamerika söder om Amazonbäckenet, från norra och östra Bolivia (La Paz, Beni, Cochabamba, Santa Cruz) österut till östcentrala Brasilien (i öst till centrala Goiás)
- X. g. vicinalis – Brasiliens del av Amazonområdet söder om Amazonfloden, från Maderiafloden till Tapajósfloden där den möjligen förekommer på båda sidor; exemplar från områden norr om Amazonfloden är troligen felidentifierade
- X. g. eytoni (inkluderar gracilirostris) – sydöstra Amazonområdet i Brasilien från Tapajósfloden österut till västra Maranhão; även Serra do Baturité i Ceará

Även eytoni utgör möjligen en egen art.